# LIMEIME
LIMEIME(Lightweight Input Method Editor)是第一個在 Android 手機上的自建輸入法平台，目前採用開放源碼的方式免費提供給所有的 Android 手機用戶。其第一版本於 2009年9月18日釋出。
其初始系統架構並沒有語言上的限制，只要符合規則的字根檔皆可匯入，但多數使用者為華人，所以目前以支援中文輸入法為主，至 2010年9月為止，第三版的程式已正式釋出並可透過 Android Market 或 LIMEIME Project 網站上下載。
2021年12月左右從 Android Play Store 下架，原因不明，Facebook 粉絲頁也關閉，只剩下官網與 Github 源碼。

## 相關連結
- 官方网站
- Official Website
- Open Source Project （页面存档备份，存于）
- Not Connected!! (操作說明) （页面存档备份，存于）